# Riksväg 31
Der Riksväg 31 ist eine schwedische Fernverkehrsstraße in Kalmar län, Kronobergs län und Jönköpings län.

## Verlauf
Die Straße zweigt in Nybro rund 23 km westlich von Kalmar vom Riksväg 25 ab und verläuft nach Nordwesten über Lenhovda und Vetlanda, von dort an gemeinsam mit dem Riksväg 47 und weiter über Nässjö nach Jönköping, wo sie am Europaväg 4 endet.
Die Länge der Straße beträgt rund 174 km, davon 70 km gemeinsam mit den Reichsstraßen Riksväg 47 und teilweise Riksväg 40.